# Vilma Rogsten-Zammel
Vilma Rogsten-Zammel, född 27 maj 1994, är en svensk barnskådespelerska.
Rogsten-Zammel slog igenom efter att hon medverkade 2002 filmen Bäst i Sverige!, där hon spelade rollen som Sofia.
Hon bor i Hovås, i Askim.

## Filmografi
- Levande föda (TV-serie) (2007) [2]
- Häktet (2005), som Vickys dotter. Vilma Rogsten-Zammel på Svensk Filmdatabas
- Smala Sussie (2003), som Davidssons dotter.
- De drabbade (2003), som Ella.
- Bäst i Sverige! (2002), som Sofia.